# Mitiglinide
Mitiglinide (INN, tên thương mại Glufast) là một loại thuốc để điều trị bệnh tiểu đường loại 2.
Mitiglinide thuộc nhóm thuốc hạ đường huyết meglitinide (glinide) và hiện đang được Kissei và Takeda hợp tác bán tại Nhật Bản. Các quyền của Bắc Mỹ đối với mitiglinide được tổ chức bởi Elixir Dược phẩm. Mitiglinide vẫn chưa được FDA chấp thuận.

## Dược lý
Mitiglinide được cho là kích thích tiết insulin bằng cách đóng các kênh kali KATP nhạy cảm với ATP trong các tế bào βtuyến tụy.

## Liều dùng
Mitiglinide được cung cấp dưới dạng máy tính bảng.